# Pàrtia (satrapia)
Pàrtia (Parθava) fou una satrapia nord-oriental de l'Iran en temps dels aquemènides i dels selèucides. Estava formada per dues satrapies menors: Pàrtia i Hircània. La petita satrapia de Pàrtia estava limitada a l'oest per l'Atropatene, al nord per Hircània, a l'est per Ariana i al sud per Carmània i Persis. Correspon a les regions modernes del Gran Khorasan i Kuhistan. Es creu que al nord-oest anava seguint les muntanyes Elburz, i a l'oest arribava fins a les portes Càspies. Les muntanyes principals eren les Labus o Labutas (probablement les muntanyes Elburz), les Parachoathras (Elwend), i les Masdoranus on habitaven els masdorans. Els rius no eren molt importants i els principals eren el Zioberis o Stiboetes, el Rhidagus, i el Choatres. Els districtes principals eren la Camisene al nord, la Partiene al sud-oest de l'anterior fins a les portes del Caspi (suposat districte d'origen dels parts), la Khoarene (la part occidental, a la frontera amb Mèdia), l'Apavarctene (al sud), i la Tabiene (a la frontera amb Carmània). Les ciutats principals foren Hecatòmpolis (Hecatompylus, capital dels parts i residència reial dels arsàcides) i Apamea Rhagiana. La regió fou ocupada pels parns o parnis que vivien al nord-oest vers el 250 aC, i degut a la similitud de noms foren anomenats parts. La dinastia arsàcida dels parns va establir el seu domini sobre gran part de l'Imperi selèucida a partir de la meitat del segle iii aC. Van governar Pèrsia fins a l'adveniment de la dinastia sassànida de Persis.